# Narol (gmina)
Narol – to gmina miejsko-wiejska w województwie podkarpackim, w powiecie lubaczowskim. W latach 1975–1998 gmina położona była w województwie przemyskim.
Siedziba gminy to Narol.
Według danych z 30 czerwca 2004 gminę zamieszkiwało 8449 osób. Natomiast według danych z 31 grudnia 2019 roku gminę zamieszkiwało 7967 osób.

## Struktura powierzchni
Według danych z roku 2002 gmina Narol ma obszar 203,58 km², w tym:
- użytki rolne: 39%
- użytki leśne: 55%.

Gmina stanowi 15,56% powierzchni powiatu.

## Demografia

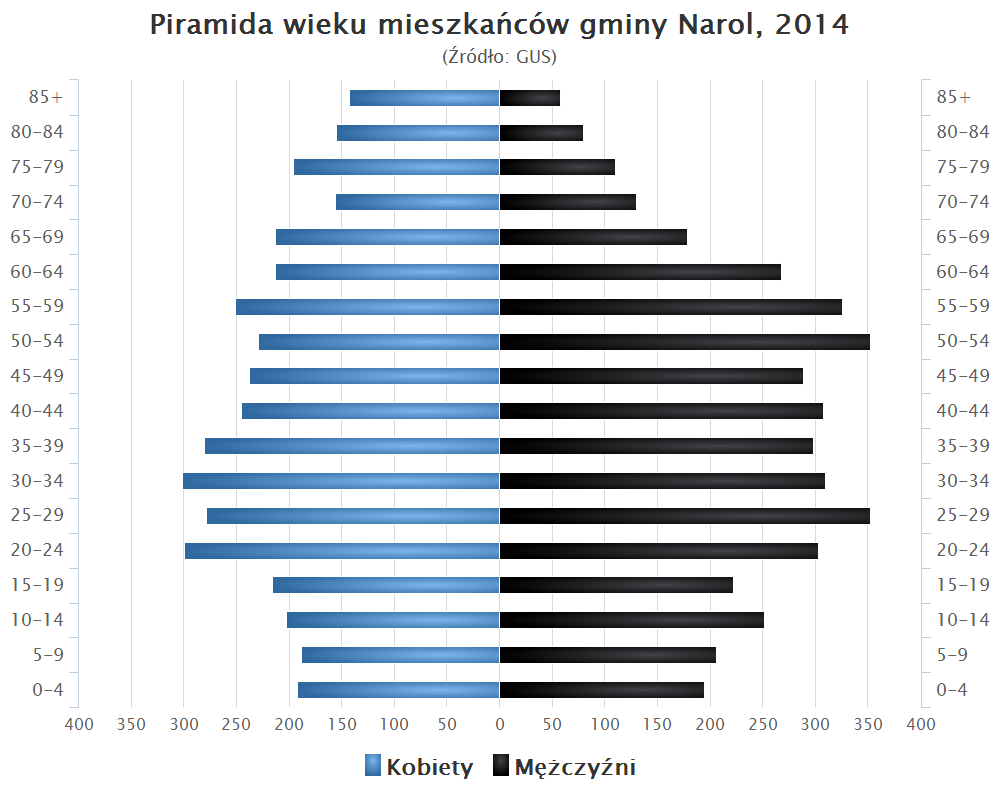
Piramida wieku mieszkańców gminy Narol w 2014 roku

Dane z 30 czerwca 2004:
| Opis                              | Ogółem | Ogółem | Kobiety | Kobiety | Mężczyźni | Mężczyźni |
| --------------------------------- | ------ | ------ | ------- | ------- | --------- | --------- |
| jednostka                         | osób   | %      | osób    | %       | osób      | %         |
| populacja                         | 8449   | 100    | 4081    | 48,3    | 4368      | 51,7      |
| gęstość zaludnienia (mieszk./km²) | 41,5   | 41,5   | 20      | 20      | 21,5      | 21,5      |

## Sołectwa
Chlewiska, Dębiny, Huta Różaniecka, Huta-Złomy, Jędrzejówka, Kadłubiska, Lipie, Lipsko, Łówcza, Łukawica, Narol-Wieś, Płazów, Podlesina, Ruda Różaniecka, Wola Wielka, 
Miejscowości bez statusu sołectwa: Bieniaszówka, Piła, Stara Huta, Złomy Ruskie.

## Sąsiednie gminy
Bełżec, Cieszanów, Horyniec-Zdrój, Lubycza Królewska, Obsza, Susiec, Tomaszów Lubelski